# Котелевская волость (Ахтырский уезд)
Котелевская во́лость — историческая административно-территориальная единица Ахтырского уезда Харьковской губернии с волостным правлением в слободе Котельве.
По состоянию на 1885 год состояла из 9 поселений, 9 сельских общин. Население — 16538 человек (7813 человек мужского пола и 8725 — женского), 2968 дворовых хозяйства.
|                       | Площадь | В том числе пахотной |
| --------------------- | ------- | -------------------- |
| Сельских общин        | 24146   | 16973                |
| Частной собственности | 5757    | 3567                 |
| Другой собственности  | 321     | 317                  |
| В целом               | 30224   | 20857                |

### Основные поселения волости[1]
- Котельва — бывшая государственная слобода при реке Средней Котельве в 30 верстах от уездного города Ахтырки. В слободе волостное правление, 2521 двор, 13801 житель, 7 православных церквей, школа, богадельня, больница, почтовое отделение, 3 постоялых двора, 34 лавки, базар, 4 ярмарки (новгородская, на 1 неделе Великого поста, рождественская и рождественско-богородичная).
- Деревки — бывшее государственное село при реке Ворскле. В селе 257 дворов, 1571 житель, православная церковь, школа, лавка.
- Млинки — село при реке Ворскле, 123 двора, 621 житель, православная церковь.

### Храмы волости[2]
- Вознесенская церковь в слободе Котельве (построена в 1845 году[3])
- Всехсвятская церковь в слободе Котельве (построена в 1862 году[3])
- Николаевская церковь в слободе Котельве (построена в 1861 году[3])
- Покровская церковь в слободе Котельве (построена в 1873 году[3])
- Преображенская церковь в слободе Котельве (построена в 1852 году[3])
- Троицкая церковь в слободе Котельве (построена в 1812 году[3])
- Андреевская церковь в селе Млинки (построена в 1885 году[3])
- Казанская церковь в селе Деревки (построена в 1863 году[3])